# Puntius reval
Puntius reval és una espècie de peix cipriniforme de la família dels ciprínids.

## Morfologia
Els mascles poden assolir els 3,4 cm de longitud total.

## Distribució geogràfica
Es troba a Sri Lanka.